# 國方弘子
國方 弘子（くにかた ひろこ、1955年 - ）は、日本の看護学者。博士（社会福祉学）。

## 来歴
香川医科大学（現：香川大学医学部）付属病院看護婦長を務めたのち、2001年に岡山県立大学保健福祉学研究科で修士課程を修了、2005年に大阪府立大学大学院社会福祉学研究科博士後期課程修了し、大阪府立大学　社会福祉学博士、論文の題は　「地域で生活する統合失調症患者のQuality of lifeに関する研究(Quality of life of schizophrenic patients living in the community)」。 岡山県立大学講師、岡山大学助教授を経て、2007年より香川県立保健医療大学看護学科教授。
精神科・神経科患者を対象とした臨床看護学が主な研究分野で、リクリエーション療法、患者の生活の質(QOL)の向上について関心を持ちその分野の論文が多い。

## 主な論文
- Hiroko Kunikata, Yoshio Mino, Kazuo Nakajima 『Quality of life of schizophrenic patients living in the community: the relationships with personal characteristics, objective indicators and self-esteem.』 Psychiatry Clinical Neuroscience　2005年4月
- Hiroko Kunikata, Yoshio Mino, Kazuo Nakajima  『[Factors affecting WHOQOL-26 in community-dwelling patients with schizophrenia』 Nippon Koshu Eisei Zasshi　2006年4月